# Park Vordenstein

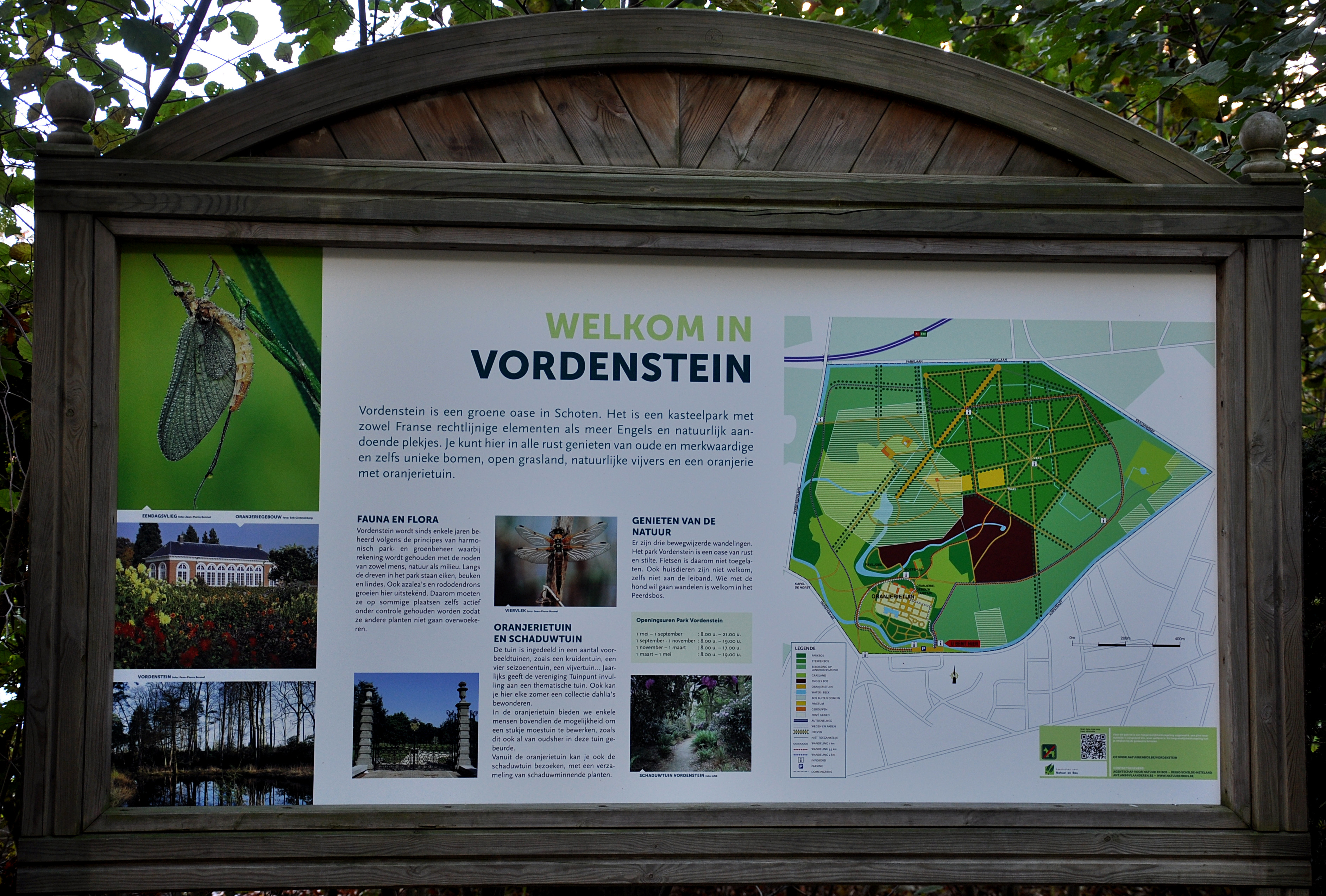
Vordenstein

Park Vordenstein is een park in Schoten in de Belgische provincie Antwerpen. Het park wordt beheerd door het Agentschap voor Natuur en Bos volgens de principes van Harmonisch Park en Groenbeheer. Het park is eigendom van het Vlaams Gewest.
Dit kasteelpark is 110 hectaren groot en bevat zowel Engelse als Franse bouwstijlen. Het grootste gedeelte van het landschap dateert uit 1850. Rond deze periode werden ook een groot aantal zeldzame boomsoorten aangeplant. Op het domein leven damherten, reeën en uilen.

## Geschiedenis
Vordensteyn ontstond in de 14de eeuw na het samensmelten van twee leenhoven, het Hof van der Katen en het Hof van de Werve, respectievelijk afhangend van de heren van Schoten en de heerlijkheid van Villers. In 1552 was er voor de eerste maal sprake van een stenen huis. Het kasteel veranderde in de loop der tijden verscheidene malen van uitzicht en werd uiteindelijk in 1946 gesloopt. Het omringende park, de bijgebouwen en enkele vazen van de vroegere parterres zijn bewaard gebleven. Het bosgedeelte werd ontworpen in Franse barokstijl met rechte dreven en assen. Later werd een gedeelte heringericht volgens de Engelse landschapsstijl met afwisselend open grasvelden, vijvers en boomgroepen.
In het park bevindt zich ook de oranjerie, gebouwd rond 1800 in een neoclassicistische stijl. Deze oranjerie en de omringende tuinen hebben nu een educatieve functie waar de vzw Tuinpunt regelmatig tentoonstellingen, workshops en andere evenementen organiseert. De oranjerie is geklasseerd als beschermd erfgoed.

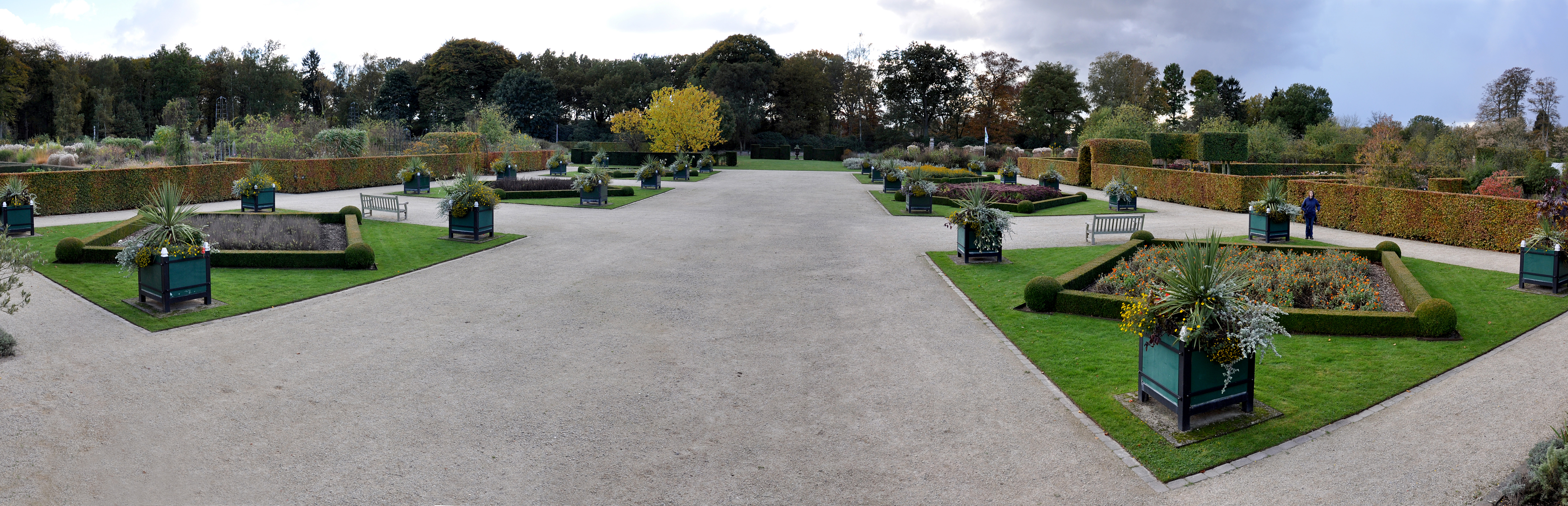
De tuinen voor de oranjerie

## Fotogalerij

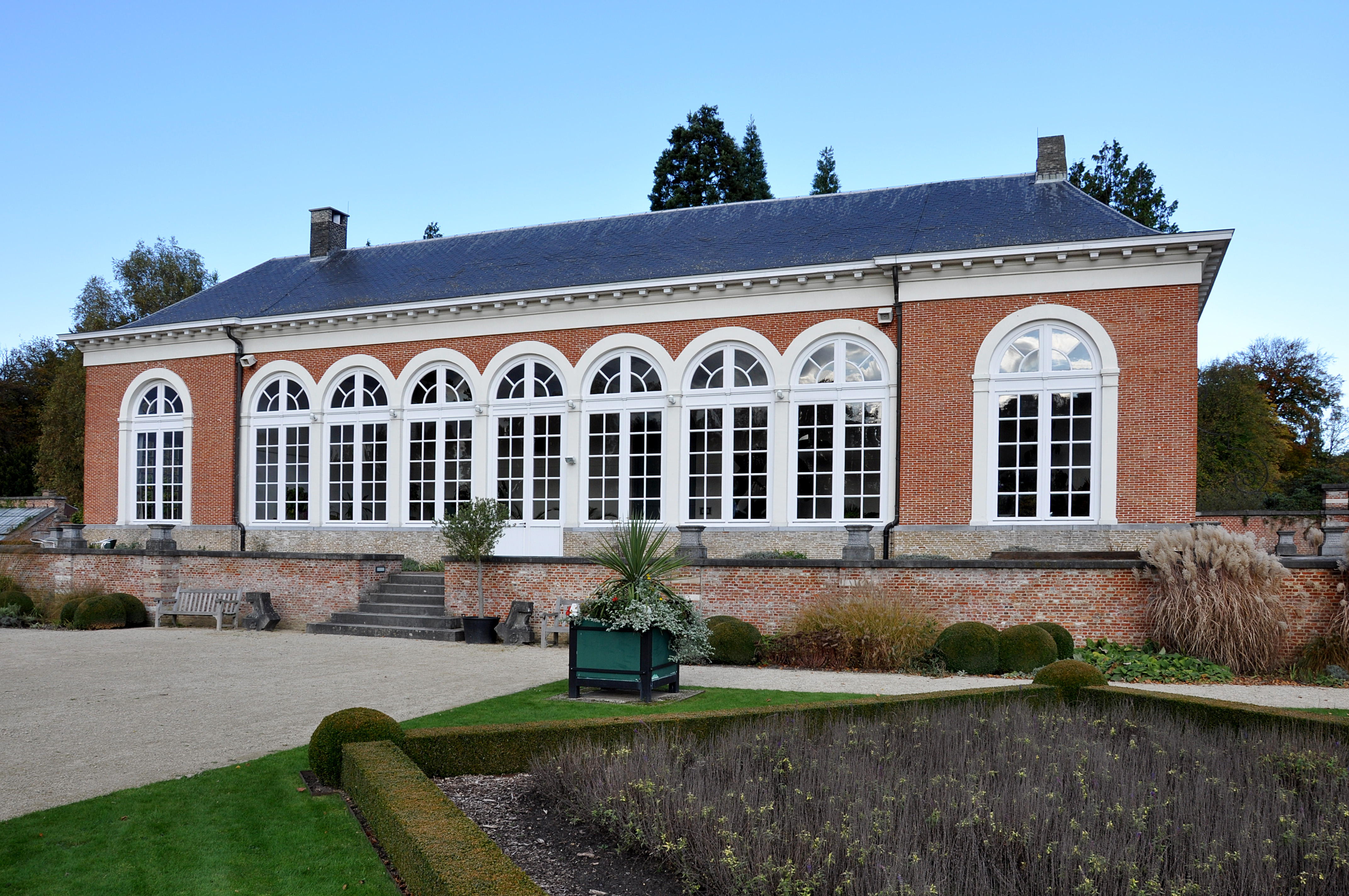
Oranjerie
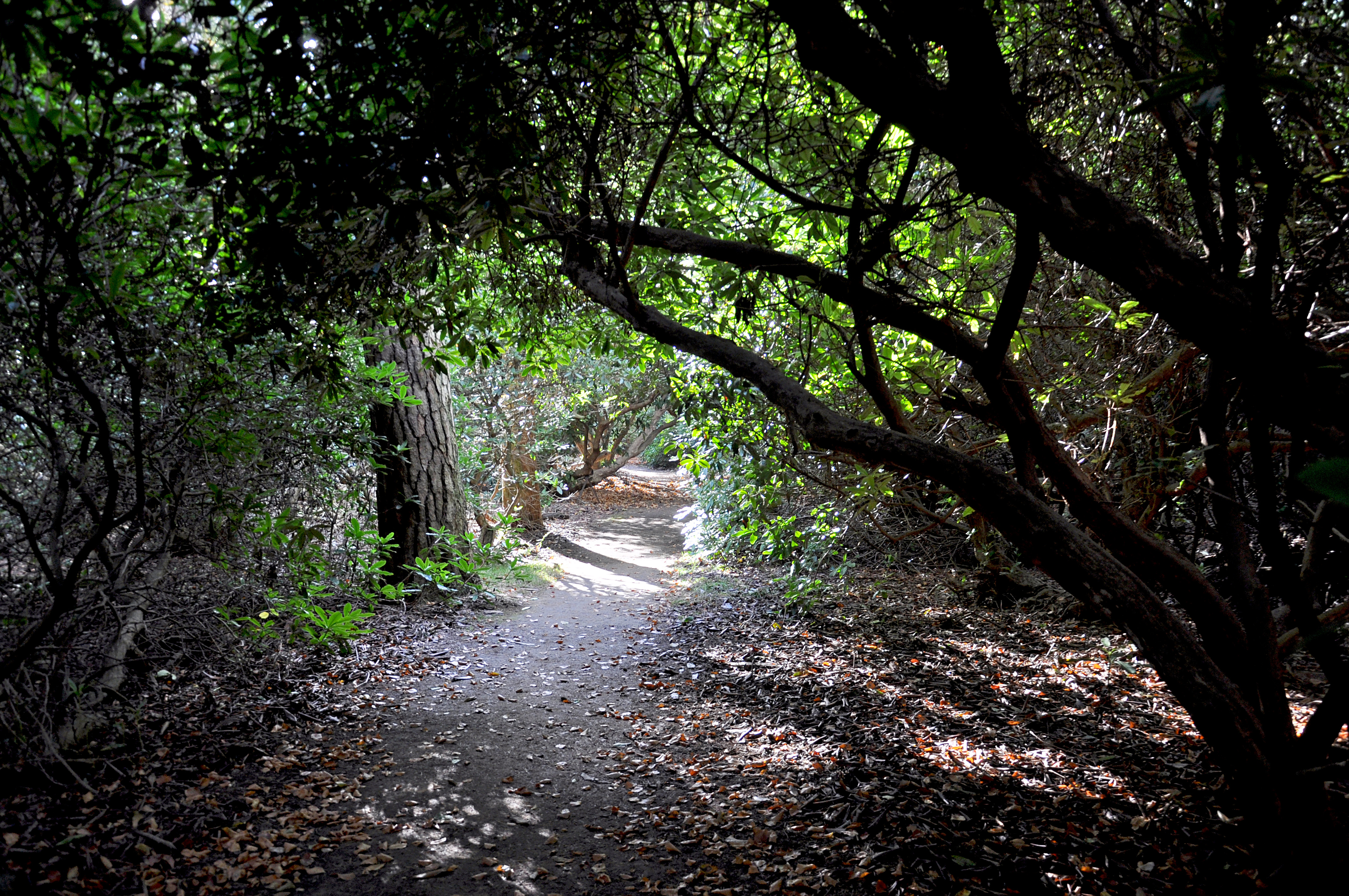
Bos met Rododendrons
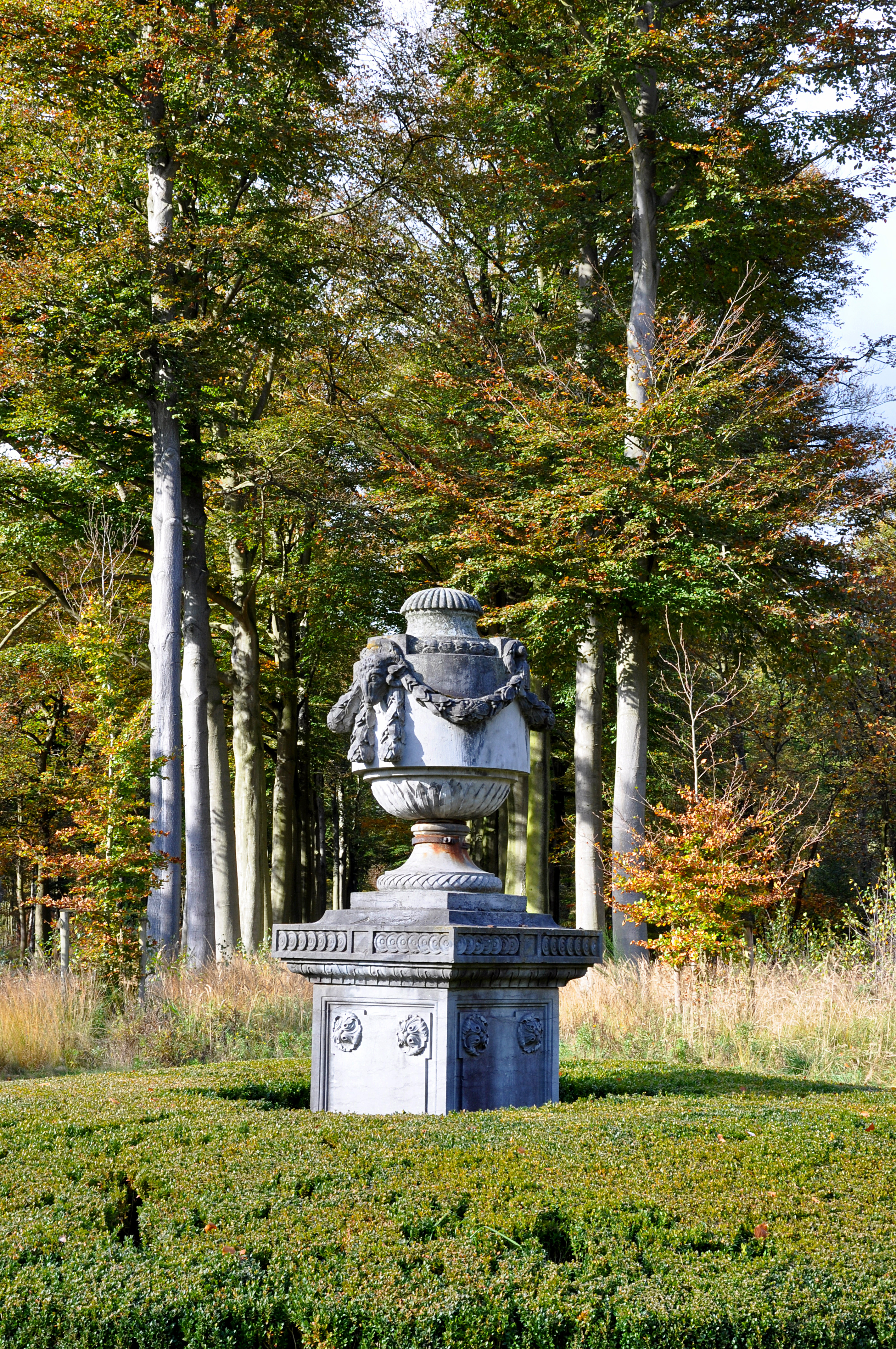
Stenen vazen van de vroegere parterres
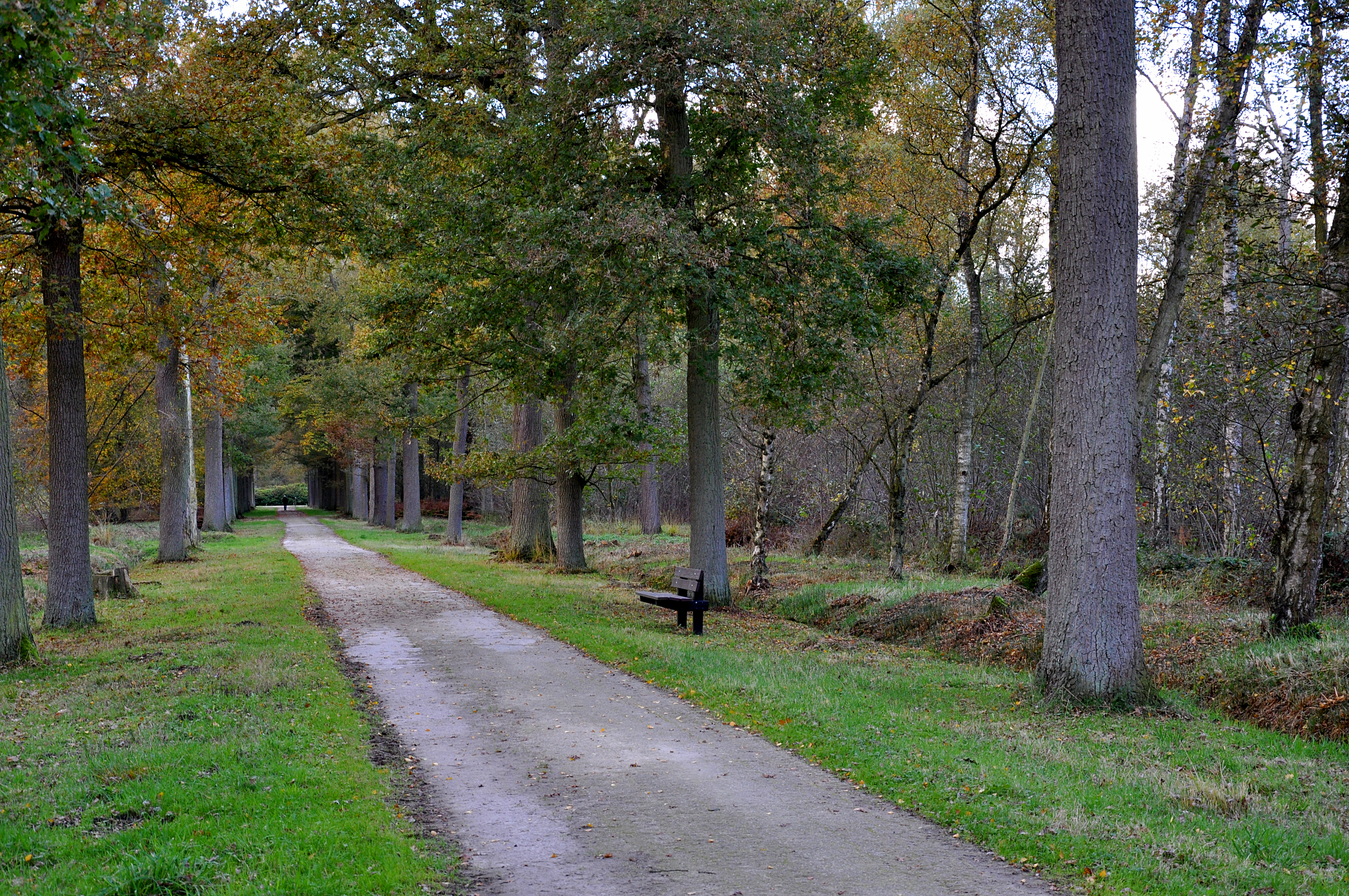
Franse dreven
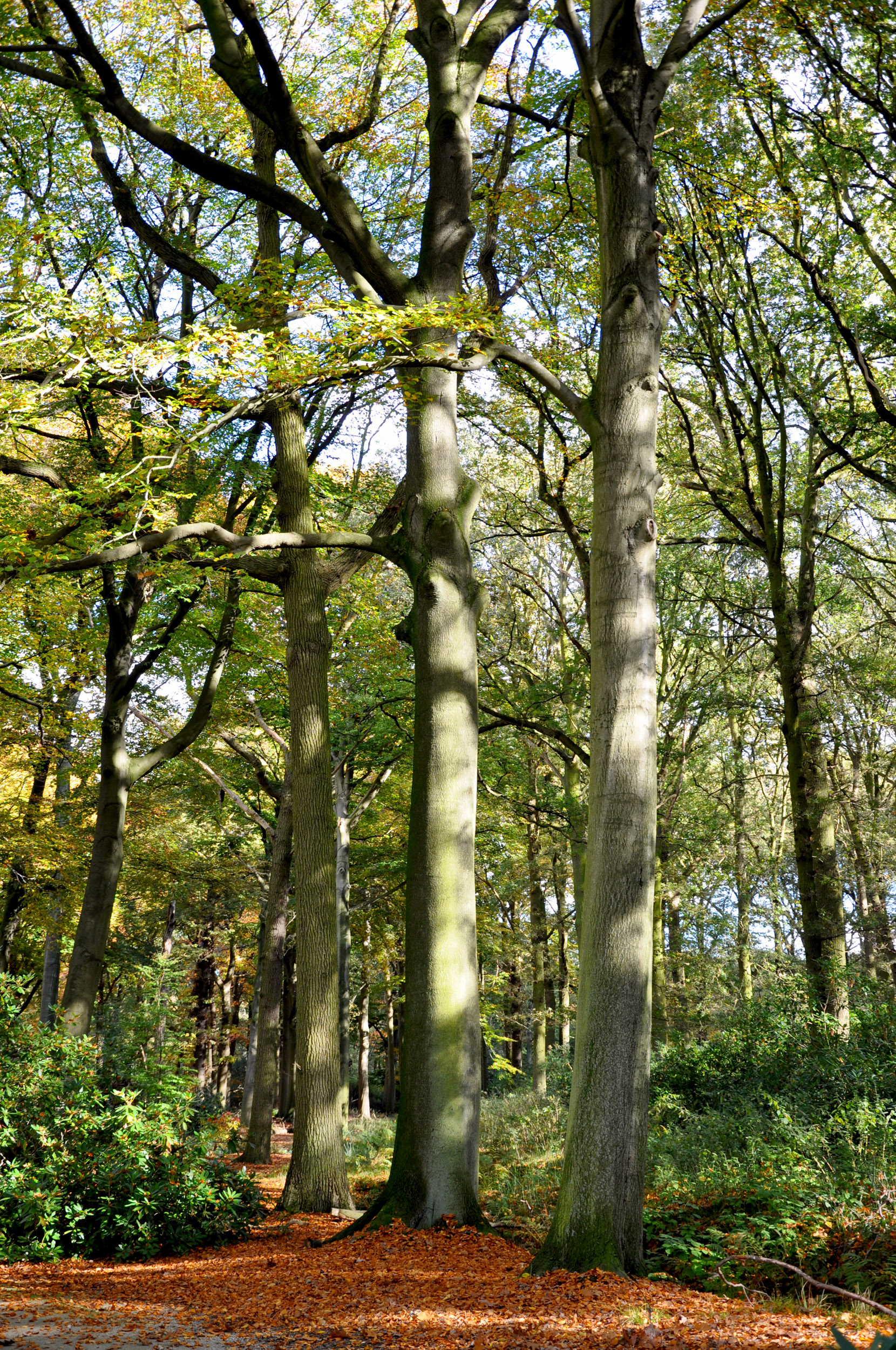
Beukenbos